# Lo Raiòu Canadèu
Lo Raiòu Canadèu (en francès Rayol-Canadel-sur-Mer) és un municipi francès situat al departament del Var i a la regió de Provença – Alps – Costa Blava.

## Demografia
| 1962                                       | 1968 | 1975 | 1982 | 1990 | 1999 | 2006 |
| ------------------------------------------ | ---- | ---- | ---- | ---- | ---- | ---- |
| 456                                        | 613  | 846  | 868  | 871  | 697  | 583  |
| Des de 1962: població sense dobles comptes |      |      |      |      |      |      |

## Administració
| Període   | Identitat              | Partit |
| --------- | ---------------------- | ------ |
| 1949-1959 | Michel Goy             |        |
| 1959-1994 | Etienne Gola           |        |
| 1994-2001 | Henry-Paul Goy         |        |
| 2001-     | Anne-Marie Coumarianos |        |